# يونيون مقاطعة فيرنون (ويسكونسن)
يونيون، مقاطعة فيرنون (بالإنجليزية: Union, Vernon County, Wisconsin)‏ هي بلدة تقع بولاية ويسكونسن في الولايات المتحدة. تبلغ مساحتها 92.6 (كم²)، وترتفع عن سطح البحر 358 م، بلغ عدد سكانها 531 نسمة في عام 2000 حسب إحصاء مكتب تعداد الولايات المتحدة وتصل الكثافة السكانية فيها 5.7 نسمة/كم2.

## وصلات خارجية
- http://www.tounion.org/
- The US50 - Cities and Towns in Wisconsin State
- Wisconsin Cities and Towns, Facts, Map, Flag, Colleges, Government, and More